# Посадець (Логойський район)
Посадець — (біл. вёска Пасадзец), село (веска) в складі Логойського району розташоване в Мінській області Білорусі, підпорядковане Заріченській сільській раді.
Село Посадець розташоване в центральних районах Білорусі, у північній частині Мінської області.